# Grand Prix d'IndyCar
Le Championnat Série IndyCar NTT (anglais:  NTT IndyCar Series) sont des épreuves de course automobile disputées dans le cadre du championnat américain de course automobile depuis sa création en 1905. Depuis 2008 et l'unification des championnats IndyCar, les IndyCar Series regroupent les épreuves.

## Épreuves actuelles
| Évènement                               | Circuit                                     | Piste | Lieu                     |
| --------------------------------------- | ------------------------------------------- | ----- | ------------------------ |
| Grand Prix automobile de St. Petersburg | Circuit urbain de St. Petersburg            | U     | St. Petersburg (Floride) |
| Grand Prix de Long Beach                | Circuit urbain de Long Beach                | U     | Long Beach (Californie)  |
| Grand Prix automobile d'Alabama         | Barber Motorsport Park                      | R     | Barber (Alabama)         |
| Grand Prix automobile d'Indianapolis    | Indianapolis Motor Speedway (tracé routier) | R     | Speedway (Indiana)       |
| 500 miles d'Indianapolis                | Indianapolis Motor Speedway                 | O     | Speedway (Indiana)       |
| Grand Prix automobile de Détroit        | Circuit urbain de Détroit                   | U     | Détroit (Michigan)       |
| Grand Prix automobile d'Elkhart Lake    | Road America                                | R     | Elkhart Lake (Wisconsin) |
| Grand Prix automobile de Monterey       | WeatherTech Raceway Laguna Seca             | R     | Monterey (Californie)    |
| Grand Prix automobile de Mid-Ohio       | Mid-Ohio Sports Car Course                  | R     | Lexington (Ohio)         |
| Grand Prix automobile de l'Iowa 1       | Iowa Speedway                               | O     | Newton (Iowa)            |
| Grand Prix automobile de l'Iowa 2       | Iowa Speedway                               | O     | Newton (Iowa)            |
| Honda Indy Toronto                      | Parc des expositions de Toronto             | U     | Toronto (Ontario)        |
| Grand Prix automobile de Gateway        | World Wide Technology Raceway at Gateway    | O     | Madison (Illinois)       |
| Grand Prix automobile de Portland       | Portland International Raceway              | R     | Portland (Oregon)        |
| Grand Prix automobile de Milwaukee 1    | Milwaukee Mile                              | O     | Milwaukee (Wisconsin)    |
| Grand Prix automobile de Milwaukee 2    | Milwaukee Mile                              | O     | Milwaukee (Wisconsin)    |
| Grand Prix automobile de Nashville      | Nashville Superspeedway                     | O     | Nashville (Tennessee)    |

## Anciennes épreuves du championnat
| Course                               | Circuit                                                   | États/Provinces      | AAA                                     | USAC                          | CART                     | IndyCar             | Nombre | Saison |
| ------------------------------------ | --------------------------------------------------------- | -------------------- | --------------------------------------- | ----------------------------- | ------------------------ | ------------------- | ------ | ------ |
| Grand Prix d'Allemagne               | EuroSpeedway Lausitz                                      |                      |                                         |                               | 2001,2003                |                     | 2      | 2      |
| Atlanta 100                          | Lakewood Speedway                                         | Géorgie              | 1946-1948                               | 1956-1958                     |                          |                     | 12     | 6      |
| Atlanta 500 Classic                  | Atlanta Motor Speedway                                    | Géorgie              |                                         | 1965-1966 1978                | 1979 1981-1983           | 1998-2001           | 14     | 11     |
| Grand Prix de Baltimore              | Circuit urbain de Baltimore                               | Maryland             |                                         |                               |                          | 2011-2013           | 3      | 3      |
| Grand Prix de Cleveland              | Cleveland Burke Lakefront Airport                         | Ohio                 |                                         |                               | 1982-2007                |                     | 26     | 26     |
| Grand Prix de Denver                 | Civic Center & Pepsi Center                               | Colorado             |                                         |                               | 1990-1991 2002-2006      |                     | 7      | 7      |
| Grand Prix de Belgique               | Circuit Zolder                                            |                      |                                         |                               | 2007                     |                     | 1      | 1      |
| Bobby Ball Memorial                  | Arizona State Fairgrounds                                 | Arizona              | 1915 1950-1955                          | 1956-1963                     |                          |                     | 15     | 15     |
| Brainerd 200                         | Brainerd International Raceway                            |                      |                                         | 1969                          |                          |                     | 2      | 1      |
| California 200                       | Hanford Motor Speedway                                    | Californie           |                                         | 1967-1969                     |                          |                     | 4      | 3      |
| California 500                       | Ontario Motor Speedway                                    | Californie           |                                         | 1970-1978                     | 1979-1980                |                     | 11     | 11     |
| Daily Empress Indy Silverstone       | Silverstone Circuit                                       |                      |                                         | 1978                          |                          |                     | 1      | 1      |
| Dan Gurney 200                       | Pacific Raceways                                          | Washington           |                                         | 1969                          |                          |                     | 1      | 1      |
| USAC Daytona 100                     | Daytona International Speedway                            | Floride              |                                         | 1959                          |                          |                     | 1      | 1      |
| Dayton 25                            | Dayton Speedway                                           | Ohio                 |                                         | 1956*                         |                          |                     | 1      | 1      |
| Delphi Indy 200                      | Walt Disney World Speedway                                | Floride              |                                         |                               |                          | 1996-2000           | 5      | 5      |
| Grand Prix d'Edmonton                | Edmonton City Centre Airport                              | Alberta              |                                         |                               | 2005-2007                | 2008-2012           | 8      | 8      |
| Elgin National Trophy                | Elgin Road Race Course                                    | Illinois             | 1920                                    |                               |                          |                     | 1      | 1      |
| Grand Prix des États-Unis            | Santa Monica                                              | Californie           | 1916                                    |                               |                          |                     | 1      | 1      |
| Firestone Indy 200                   | Nashville Superspeedway                                   | Tennessee            |                                         |                               |                          | 2001-2008           | 8      | 8      |
| Firestone Indy 225                   | Nazareth Speedway                                         | Pennsylvanie         |                                         | 1968-1969 1982                | 1987-2001                | 2002-2004           | 21     | 21     |
| 500 miles du Michigan                | Michigan International Speedway                           | Michigan             |                                         | 1968 1970-1978                | 1979-2001                | 2002-2007           | 54     | 39     |
| Fuji Race                            | Fuji Speedway                                             |                      |                                         | 1966*                         |                          |                     | 1      | 1      |
| 300 miles de la Gold Coast           | Circuit temporaire de Surfers Paradise                    |                      |                                         |                               | 1991-2007                | 2008*               | 18     | 18     |
| Golden State 100                     | California State Fairgrounds Race Track                   | Californie           | 1949-1950 1953-1955                     | 1956-1970                     |                          |                     | 20     | 20     |
| Grand Prix de Houston                | Downtown Houston & NRG Park                               | Texas                |                                         |                               | 1998-2001 2006-2007      | 2013-2014           | 10     | 8      |
| Grand Prix de Grande-Bretagne        | Brands Hatch                                              |                      |                                         | 1978                          | 2003                     |                     | 2      | 2      |
| Gran Premio Tecate                   | Autódromo Hermanos Rodríguez                              |                      |                                         |                               | 1980-1981 2002-2007      |                     | 8      | 8      |
| Grand Prix de Miami                  | Tamiami Park Museum Park Bayfront Park                    | Floride              |                                         |                               | 1985-1988 1995 2002-2003 |                     | 7      | 7      |
| Homestead-Miami Indy 300             | Homestead-Miami Speedway                                  | Floride              |                                         |                               | 1996-2000                | 2001-2010           | 15     | 15     |
| Honda Indy 225                       | Pikes Peak International Raceway                          | Colorado             |                                         |                               |                          | 1997-2005           | 9      | 9      |
| Grand Prix des Hoosier               | Indianapolis Raceway Park                                 | Indiana              |                                         | 1965-1970                     |                          |                     | 6      | 6      |
| 100 miles des Hoosier                | Indiana State Fairgrounds                                 | Indiana              | 1946 1953-1955                          | 1956-1970 1981                |                          |                     | 20     | 20     |
| Indianapolis Sweepstakes             | Williams Grove Speedway                                   | Indiana              | 1949-1955                               | 1956-1959*                    |                          |                     | 11     | 11     |
| 300 miles du Japon                   | Twin Ring Motegi                                          |                      |                                         |                               | 1998-2002                | 2003-2011           | 14     | 14     |
| 300 miles du Kentucky                | Kentucky Speedway                                         | Kentucky             |                                         |                               |                          | 2000-2011           | 12     | 12     |
| Langhorne 100                        | Langhorne Speedway                                        | Pennsylvanie         | 1930,1935 1940-1941 1946-1951 1954-1955 | 1956-1970                     |                          |                     | 32     | 27     |
| Grand Prix de Las Vegas              | Circuit urbain du Caesars Palace Las Vegas Motor Speedway | Nevada               | 1954                                    | 1968                          | 1983-1984 2004-2005      | 1996-2000           | 12     | 12     |
| LA Times/Budweiser 500               | Riverside International Raceway                           | Californie           |                                         | 1967-1969                     | 1981-1983                |                     | 6      | 6      |
| Grand Prix de Louisiane              | NOLA Motorsports Park                                     | Louisiane            |                                         |                               |                          | 2015                | 1      | 1      |
| Lubrilon Grand Prix                  | Texas World Speedway                                      | Texas                |                                         | 1973 1976-1979                |                          |                     | 9      | 5      |
| Marlboro Challenge                   | All-star event (various circuits)                         |                      |                                         |                               | 1987-1992                |                     | 6      | 6      |
| MAVTV 500                            | Auto Club Speedway                                        | Californie           |                                         |                               | 1997-2002                | 2002-2005 2012-2015 | 14     | 13     |
| MBNA Mid-Atlantic 200                | Dover International Speedway                              | Delaware             |                                         | 1969                          |                          | 1998-1999           | 3      | 3      |
| Meadowlands Grand Prix               | Meadowlands Sports Complex                                | New Jersey           |                                         |                               | 1984-1991                |                     | 8      | 8      |
| 250 miles de Milwaukee               | Milwaukee Mile                                            | Wisconsin            | 1937-1939 1941 1946-1955                | 1956-1979                     | 1980-2006                | 2004-2009 2011-2015 | 115    | 73     |
| Molson Diamond Indy                  | Canadian Tire Motorsport Park                             | Ontario              |                                         | 1967-1968 1977-1978           |                          |                     | 4      | 4      |
| Grand Prix de Monterrey              | Fundidora Park                                            |                      |                                         |                               | 2001-2006                |                     | 6      | 6      |
| Grand Prix de Montréal               | Sanair Super Speedway & Circuit Gilles Villeneuve         | Québec               |                                         |                               | 1984-1986 2002-2006      |                     | 7      | 7      |
| Grand Prix de Mont-Tremblant         | Circuit Mont-Tremblant                                    | Québec               |                                         | 1967-1968                     | 2007                     |                     | 3      | 3      |
| 300 miles de Monza                   | Autodromo Nazionale Monza                                 |                      |                                         | 1957-1958*                    |                          |                     | 6      | 2      |
| New Hampshire Indy 225               | New Hampshire Motor Speedway                              | New Hampshire        |                                         |                               | 1992-1995                | 1996-1998 2011      | 8      | 8      |
| Grand Prix des Pays-Bas              | TT Circuit Assen                                          |                      |                                         |                               | 2007                     |                     | 1      | 1      |
| Peak Antifreeze & Motor Oil Indy 300 | Chicagoland Speedway                                      | Illinois             |                                         |                               |                          | 2001-2010           | 10     | 10     |
| Pee Dee 200                          | Darlington Raceway                                        | Caroline du Sud      |                                         | 1956                          |                          |                     | 1      | 1      |
| Grand Prix de Phoenix                | ISM Raceway                                               | Arizona              |                                         | 1964-1978                     | 1979-1995                | 1996-2005 2016-2018 | 64     | 45     |
| 300 miles de Rafaela                 | Autódromo Ciudad de Rafaela                               |                      |                                         | 1971                          |                          |                     | 1      | 1      |
| 200 miles de Rio de Janeiro          | Autódromo Internacional Nelson Piquet                     |                      |                                         |                               | 1996-2000                |                     | 5      | 5      |
| RoadRunner Turbo Indy 300            | Kansas Speedway                                           | Kansas               |                                         |                               |                          | 2001-2010           | 10     | 10     |
| Rockingham 500                       | Rockingham Motor Speedway                                 |                      |                                         |                               | 2001-2002                |                     | 2      | 2      |
| Rocky Mountain 150                   | Continental Divide Raceways                               | Colorado             |                                         | 1968-1970                     |                          |                     | 3      | 3      |
| Grand Prix automobile de San José    | Streets of San Jose                                       | Californie           |                                         |                               | 2005-2007                |                     | 3      | 3      |
| 300 miles de São Paulo               | Circuit urbain Anhembi                                    |                      |                                         |                               |                          | 2010-2013           | 4      | 4      |
| Sedalia 100                          | Missouri State Fair Speedway                              | Missouri             |                                         | 1970                          |                          |                     | 1      | 1      |
| Stardust 150                         | Stardust International Raceway                            | Nevada               |                                         | 1968                          |                          |                     | 1      | 1      |
| SunTrust Indy Challenge              | Richmond Raceway                                          | Virginie             |                                         | 1946                          |                          | 2001-2009           | 11     | 10     |
| 100 miles de Syracuse                | New York State Fairgrounds                                | New York             | 1920-1941 1949-1955                     | 1956-1962                     |                          |                     | 36     | 36     |
| Target Grand Prix                    | Chicago Motor Speedway                                    | Illinois             |                                         |                               | 1999-2002                |                     | 4      | 4      |
| Ted Horn Memorial                    | DuQuoin State Fairgrounds Racetrack                       | Illinois             | 1948-1949                               | 1956-1961 1963-1970 1981-1983 |                          |                     | 26     | 24     |
| Tony Bettenhausen 100                | Illinois State Fairgrounds Racetrack                      | Illinois             | 1934-1940 1947-1955                     | 1956-1970 1981-1982           |                          |                     | 37     | 33     |
| Trenton 150                          | Trenton Speedway                                          | New Jersey           | 1946,1949                               | 1957-1978                     | 1979                     |                     | 53     | 25     |
| Grand Prix de Vancouver              | Concord Pacific Place                                     | Colombie-Britannique |                                         |                               | 1990-2004                |                     | 15     | 15     |
| Coupe Vanderbilt                     | Roosevelt Raceway                                         | New York             | 1936-1937                               |                               |                          |                     | 2      | 2      |
| VisionAire 500K                      | Charlotte Motor Speedway                                  | Caroline du Nord     |                                         |                               |                          | 1997-1999           | 3      | 3      |
| Grand Prix de Watkins Glen           | Watkins Glen International                                | New York             |                                         |                               | 1979-1981                | 2005-2010 2016-2017 | 11     | 11     |

- Ovale/Speedway pavé
- Ovale/Speedway terre
- Circuit/Circuit urbain